# Параскева Пиринемская
Параскева Пиринемская (или Пириминская) — местночтимая пинежская православная святая, мощи которой были обнаружены в 1610 году в селе Пиринемь Кеврольского уезда (ныне Пинежский район Архангельской области).
О жизни Параскевы практически ничего не известно, однако после смерти она прославилась многочисленными чудесами. Согласно преданию — сестра Артемия Веркольского.
Память совершается 23 июня (6 июля), в Соборе Новгородских святых — 3-я Неделя по Пятидесятнице.

## Житие

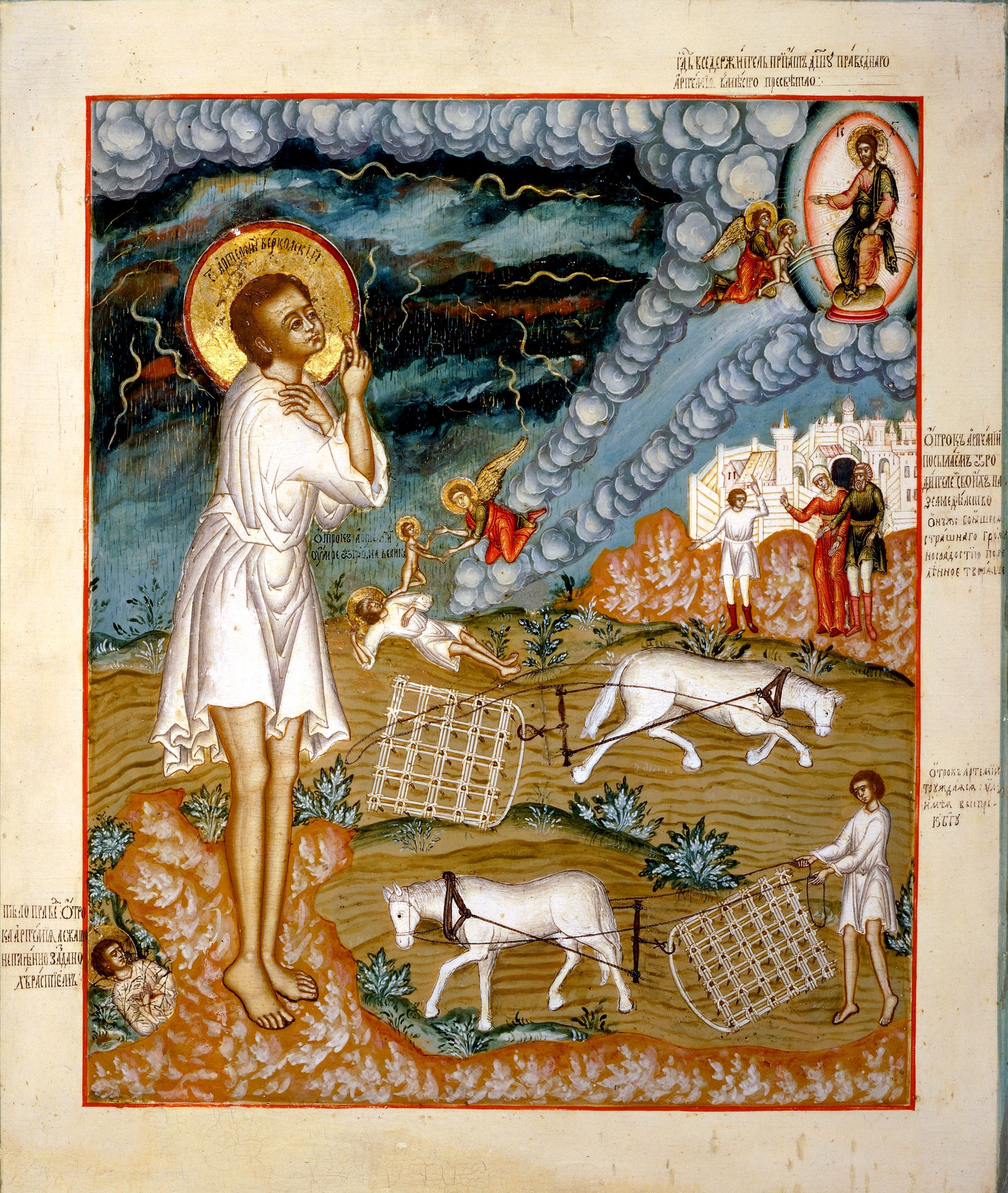
Артемий Веркольский. Русская икона XVIII века

### Сведения о жизни
Сведения о земной жизни святой отсутствуют. Согласно сведениям, изложенным в древнерусском литературном памятнике «Чудеса Параскевы Пиринемской», пинежцы, причастные к установлению её почитания, имели видения, в которых им было явлено лишь то, что имя новой святой Прасковья, она «девического лика» и «крестьянского рода». Кроме того, по устному народному преданию Параскева была родной сестрой праведного Артемия Веркольского — другого пинежского святого, о жизни которого почти ничего не известно. Возможно, появление такого предания было способом придать новой святой весу, «породнив» её с официально почитаемым Артемием.

### Обретение мощей и чудеса
Согласно сказанию, 30 июля (9 августа) 1610 года жители села Пиринемь собрались чтобы починить обветшавшую часовню. Три года перед этим прихожане замечали, что из-под пола исходит тепло настолько сильное, что зимой стена индивела. Когда собравшиеся вскрыли доски, то обнаружили под ними гроб с неизвестными им мощами, при попытке осмотреть которые свеча погасла «как от ветра» и загорелась вновь, когда её отдалили. Один из присутствовавших при этом крестьян после прикосновения к гробу получил исцеление от имевшегося у него недуга.
Имя новой святой открылось в видении сначала к Феофилакту — священнику Чакольского прихода, к которому в то время относилась Пиринемь. Через полгода святая явилась во сне крестьянину Шастенской волости Евфимию, которому вновь назвала своё имя и повелела звать людей приходить поклоняться её мощам чтобы получить исцеления от своих недугов. Евфимий рассказал жене о своём сне, но та, опасаясь насмешек, посоветовала никому не рассказывать об этом явлении. Не послушав своей жены, Евфимий рассказал жителям о своём видении, однако ему действительно не поверили, а возвратившись домой Евфимий обнаружил, что его жена ослепла. Спустя некоторое время Евфимию было второе видение Параскевы, которая вновь просила больных молиться Богу, Пресвятой Богородице, великомученику Георгию, всем святым и новой чудотворице Прасковье. Об этом чудесном явлении Евфимий сообщил священнику Феофилакту, который вместе с больными отправился петь молебны и прикладываться к гробу святой в Пиринемь, где больные, в том числе жена Евфимия, получали исцеления.
В 1612 году игуменом Черногорского монастыря Макарием и чакольским священником Феофилактом было произведено освидетельствование мощей. Ими были обретены «глава… и иные прочие составы, все не во плоти, но едины кости», после чего они вместе со старым гробом переложили тело в новый гроб и поставили в часовне. Согласно сказанию, от гроба зимой исходило тепло, из-за которого стены покрывались инеем. По состоянию на 1710 год при гробнице зафиксировано ещё по меньшей мере восемнадцать чудесных исцелений, причём сообщается, что чудес было больше, однако записи о них были утрачены из-за пожара, происшедшего в 1643 году, и в результате их подробности были забыты.

### Почитание
В 1710 году приходский священник Иоанн Козьмин и приказчик Алексей Яковлев, изложив кратко историю обретения мощей Параскевы и совершённых ею чудес, от лица прихожан ходатайствовали перед архиепископом Рафаилом о разрешении петь молебны при мощах. Однако, как и многие другие народные культы, культ Параскевы Пиринемской не нашёл одобрения у церковных иерархов. В ответ на ходатайство Рафаил приказал продолжать петь молебны только великомученику Георгию и великомученице Параскеве Иконийской, а «часовню замкнуть и опечатать десятскому».
В 1711 году по указу архиепископа Рафаила было произведено освидетельствование мощей комиссией в составе представителся архиерейского дома иеромонаха Порфирия, строителя Веркольской пустыни иеромонаха Антония, священников близлежащих и местного прихода, а также дьякона. По результатам вскрытия гробницы было вновь обнаружено, что все мощи тленны, кости сухи, но находятся в полном составе; в то же время, белая холстина с изображением креста, которой было накрыто тело, несмотря на старость порче не подверглась. По окончании осмотра мощи окропили святой водой, гроб закрыли доской и накрыли старой пеленой. При этом из часовни забрали тетрадь с записями о чудесах, а саму часовню вновь заперли и распорядились молебнов Параскеве Пиринемской не петь до особого указа архиерея.
Неизвестно, последовал ли указ, однако почитать Параскеву продолжили, причём жители не только Пиринемского, но и окрестных и даже отдалённых приходов, при этом служа у её гроба не молебны, а панихиды. Также служением молебнов на полях разным святым и панихид перед гробницей праведной Параскевы прихожане праздновали день обретения её мощей. Параскеве Пиринемской даже приносили своего рода физическую жертву: люди, идущие на промысел давали обет великомученику Георгию и новоявленной святой, что в случае успеха принесут им подношение. Ввиду непрекращающегося почитания праведной Параскевы в 1737 году в Пиринеми было проведено ещё одно расследование, в результате которого местные священники получили распоряжение регулярно посылать в Архенгельскую духовную консисторию «отписки» о состоянии культа.

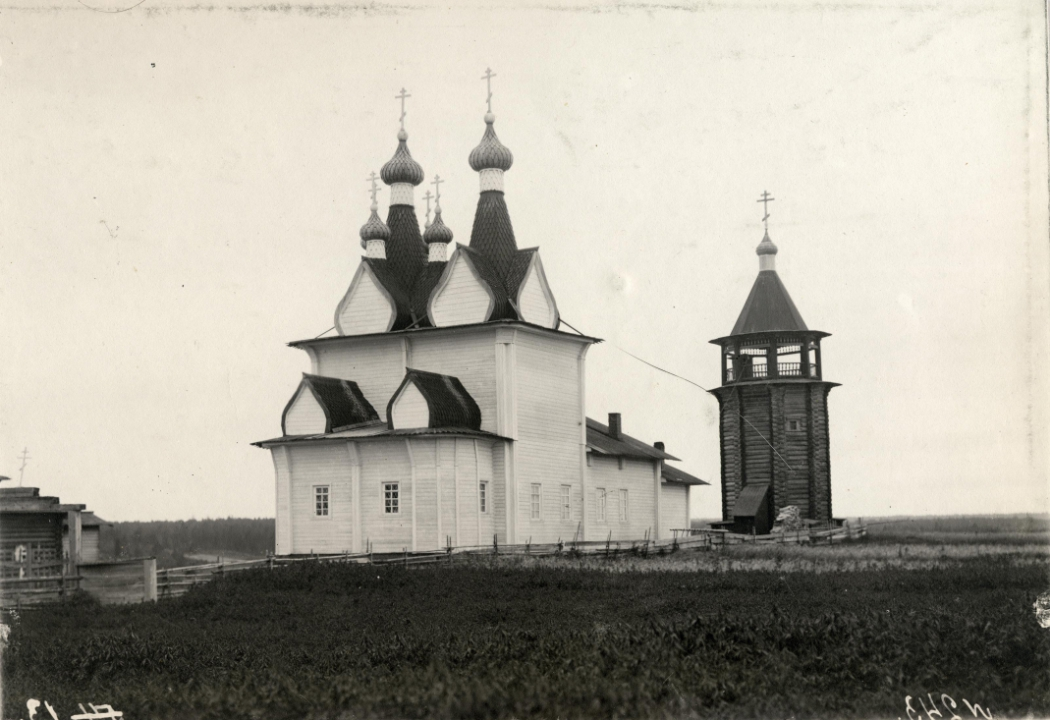
Георгиевская церковь 1717 года, где во время строительства храма Двенадцати апостолов (1792—1799) хранились мощи Параскевы Пиринемской

В 1843 году епископ Георгий высказывал мнение, что гроб Параскевы следует «или опустить под церковь или вынести в придел или подобное тому отдельное от церкви место, чтоб не был предметом чествования», однако по просьбам прихожан мощи остались в церкви, но с условием не отправлять ей молебны, а служить только панихиды. В 1799 году на месте старой часовни был построен храм в честь Двенадцати апостолов и мощи были перемещены туда. В 1902 году «ящик с прахом и гробом» вновь вскрыли, начертили схему мощей Параскевы, после чего последовало распоряжение епископа Иоанникия «зарыть при перестройке церкви ящик с находящимися в нём костями под церковью». В 1904 году под храм был подведён каменный фундамент и мощи Параскевы убрали «под спуд».
Храм Двенадцати апостолов, в котором под спудом хранились мощи Параскевы, сгорел в 1980-х годах и в настоящее время мощи святой утеряны. Существует также версия, что, они были спрятаны прихожанами либо уничтожены большевиками во время Гражданской войны.

## Иконография
Первая икона Параскевы Пиринемской была написана не позднее 1771 года. Икона праведной Параскевы неоднократно упоминается и в описях церкви Двенадцати апостолов: так, в описи 1800 года даётся следующее её описание: «образ Параскевы праведной в молении к Богоматери, на нём венец и цата серебряные под золотом басменные, у Богоматери венец серебряный резной под золотом, оклад серебряный чеканный весом всего один фунт и семь золотников… и цата жемчугу дутого простого с ставками четырьмя в киоте под зелёной краской и дверцы створные стеклянные…», а также упоминаются многочисленные привесы к иконе. В описи 1899 года помимо этой иконы упоминается ещё одна: «У крыльца над дверьми образ мученицы Параскевы и праведной Параскевы, 5х5 в.». Икона праведной Параскевы упомянута и в описи 1919 года. Церковь была закрыта в 1931 году, древнее иконописное изображение не сохранилось.
В начале XXI века появляется новая иконография Параскевы Пиринемской. В 2009 году её образ был включён в роспись архангельской Успенской церкви: святая изображена в красновато-коричневом одеянии с прижатой к груди правой рукой, на голове белый плат, перекинутый вперёд через плечо. В 2013 году аналойная икона с поясным изображением святой была написана выпускницей иконописного отделения СПбДА А. Ю. Каргиной: святая одета в синее платье, на голове перекитуный через плечо белый плат, руки развёрнуты ладонями перед грудью. Для вновь построенной в Пиринеми в 2014 году церкви Двенадцати апостолов красноярская иконописец Н. Кочеткова написала совместную икону Параскевы Пиринемской и Артемия Веркольского: святые изображены на фоне реки со скалистыми берегами в полный рост, стоящими вполоборота к центру в белых одеждах, Параскева — в платье и платке, руки сложены крестообразно на груди.

## Современные оценки
Параскеву Пиринемскую относят к характерному для Русского Севера типу «святых из гробницы» — праведных мирян (часто отроков) из простого сословия, которые прославились не обстоятельствами своей жизни, сведения о которой скудны либо вовсе отсутствуют, а необычной смертью или неожиданным явлением мощей и последующими чудесами.
По мнению Н. В. Савельевой, в сказаниях о Параскеве Пиринемской отчётливо отразились особенности местной народной религиозности, а также культ византийской святой Параскевы Иконийской (Параскевы Пятницы).
Д. М. Буланин и Н. В. Савельева отмечают, что повествующий о праведной Параскеве литературный памятник «Чудеса Параскевы Пиринемской» дошёл до нашего времени в первозданном виде, о чём говорит его язык, подвергшийся минимальной литературной обработке и сохранивший особенности местного устного наречия, а также историческая достоверность той части, где повествуется об открытии мощей: упоминаемые в ней лица известны по документам и по другим произведениям пинежской литературной традиции XVII века.

### Комментарии
1. ↑  В книге «Краткое историческое описание приходов и церквей Архангельской епархии» датой обнаружения мощей названо 30 июня (10 июля)[4].
2. ↑  Евфимий Фёдоров по прозвищу Ёлка помимо Сказания о чудесах Параскевы Пиринемской упоминается ещё в двух пинежских литературных памятниках XVII века: он является главным действующим лицом в «Видениях Евфимия Чакольского», где одно из видений Евфимия свидетельствововал упомянутый чакольский священник Феофилакт, а также в «Повести о Черногорском монастыре», где Евфимий рассказывает ещё об одном своём видении[6][7].
3. ↑  В пиринемском приходе в честь святого Георгия была освящена часовня, а также храм с приделом в честь Параскевы Иконийской.